# Gerd Köthe
Gerd Köthe (* 13. April 1943 in Großfurra; † 12. Januar 2014 in Winterkasten) war ein deutscher Musikproduzent und Komponist.

## Biografie
Gerd Köthe studierte in Frankfurt an Dr. Hoch’s Konservatorium und an der Badischen Hochschule für Musik in Karlsruhe. Seine Instrumente waren Flöte und Saxophon. Während des Studiums lernte er den Gitarristen Hans Lingenfelder kennen, mit dem er danach in verschiedenen Bands zusammen spielte, unter anderem fünf Jahre bei den Karlsruher Moonlights. Anfang der 1970er Jahre wurde er Mitglied der Band von Joy Fleming und war auf vielen Alben von Joy Unlimited mit und ohne die Sängerin als Musiker und Songschreiber vertreten. Dort traf er auch auf Roland Heck, Organist und Kopf der Band. Daneben war Köthe auch unter dem Künstlernamen Cisco Silver als Solo-Saxophonist tätig.
1973 wurde auch Hans Lingenfelder alias „Ricky King“ Mitglied der Band, die da bereits ohne Joy Fleming auftrat. Drei Jahre später beschlossen Köthe und Heck zusammen mit Lingenfelder ein Gitarren-Instrumentalalbum zu produzieren. Mit dem Oliver-Onions-Cover Verde von 1976 und dem im selben Jahr gemeinsam geschriebenen Le Rêve erreichten sie in Deutschland, Österreich und der Schweiz zwei Mal als Ricky King die Top Ten. Bis in die 1990er Jahre hinein produzierten Köthe und Heck für Ricky King zahlreiche Alben, die in den Charts erfolgreich waren.
Dadurch wurden die beiden auch für andere deutschsprachige Musiker interessant und sie arbeiteten danach unter anderem mit Paola, Denny Blue, Ute Berling, Costa Cordalis, Ivan Rebroff, Daliah Lavi, Deborah Sasson, Peter Alexander, Gunther Emmerlich, Ulrich Herkenhoff, Mara Kayser, Wolfgang Edenharder, Gaby Albrecht, Siegfried Jerusalem und Erkan Aki als Produzenten und auch als Songschreiber. Besonders erfolgreich war die Zusammenarbeit mit dem Tenor und Rocksänger Peter Hofmann, mit dem mehrere Chartalben aufgenommen wurden, darunter 1982 das Nummer-eins-Album Rock Classics. Die Produktionen von Köthe und Heck erreichten vielfach Gold- und Platinauszeichnungen.
In den 1990er Jahren begannen die beiden wieder verstärkt damit, auch mit dem Fernsehen zusammenzuarbeiten, nachdem sie in den Sechzigern und Siebzigern schon häufig im Talentschuppen aufgetreten waren, sowohl mit ihren Bands als auch als Begleitmusiker. So waren sie nun für die Musik zur ARD-Berichterstattung bei den Olympischen Spielen 1992 in Barcelona verantwortlich. Sie produzierten Musik für Fernsehshows von 1000 Stimmen, 1000 Klänge bis zur DJ-Bobo-Show. Dazu kam Fernsehmusik zu Sendungen wie Zauberhafte Heimat und Alpenmelodie und eine Erkennungsmelodie für Aspekte. Des Weiteren unterstützten sie Musikprojekte wie Wunderland mit André Heller, das Chorprojekt Versailles oder das Blechbläserprojekt Pomp & Brass mit Guildo Horn. 2011 produzierten sie zusammen mit Deborah Sasson eine neue Version des Musicals Das Phantom der Oper.
Die beiden Produzenten betrieben mit Castle-Studios ein eigenes Musikstudio im hessischen Grasellenbach und veröffentlichten über die eigenen Verlage Blue Ocean Music und Super Nova.
Gerd Köthe starb am 12. Januar 2014 an einer Embolie.

## Diskografie
Album
- Saxophone Explosion (als Cisco Silver, 1978[6])